# معاملة المثليين في ترينيداد وتوباغو
يواجه الأشخاص من المثليين والمثليات ومزدوجي التوجه الجنسي والمتحولين جنسياً (اختصاراً: LGBT) في ترينيداد وتوباغو تحديات قانونية لا يواجهها غيرهم من المغايرين.
في أبريل/نيسان 2018، أعلنت المحكمة العليا في ترينيداد وتوباغو أن قانون السدومية في البلاد غير دستوري، لأنه ينتهك حقوق المواطنين من مجتمع المثليين ويجرّم أي علاقات جنسية بالتراضي بين البالغين. وينص القانون على أن أولئك الذين كانت تثبت إدانتهم يمكن أن يتعرضوا للسجن لمدة 25 سنة، في حين أن النشاط الجنسي الآخر (مثل الجنس الفموي) كان يعرض صاحبه للحكم بالسجن لمدة خمس سنوات. في عام 2016، قال رئيس الوزراء كيث رولي إن «على الدولة واجب حماية جميع المواطنين، بغض النظر عن من ينام معهم».

## قانونية النشاط الجنسي المثلي

القوانين المتعلقة بالمثلية الجنسية في جزر الأنتيل الصغرى.
زواج المثليين
الاعتراف بزواج المثليين المنعقد في الخارج فقط، دون الاعتراف بعقده في الداخل
شكل آخر من أشكال الاعتراف القانوني
لا اعتراف، أو غير معروف
المثلية الجنسية غير قانونية، لكن القانون لايتم تطبيقه
المثلية الجنسية غير قانونية

حظر القانون الجنائي لترينداد وتوباغو في السابق الجنس الشرجي والجنس الفموي بين البالغين بغض النظر عن الجنس، وذلك قبل إلغاء الحظر قضائيا في عام 2018.
قبل عام 2018، جرمت المادة 13 من «قانون الجرائم الجنسية 1986» (الذي تم تعزيزه في عام 2000) «السدومية»، بالسجن لمدة 25 سنة. من الناحية النظرية، يعاقب القانون الجنس الفموي والجنس الشرجي بين المغايرين جنسيا كذلك.

### التطبيق
لم تستهدف الحكومة على وجه التحديد المثليين جنسيا بموجب قوانين «السدومية» أو «الفاحشة الخطيرة»؛ ومع ذلك، ففي قضايا تاريخية محدودة، وجهت إلى الأفراد التهمة وتمت إدانتهم بهذه الجرائم عندما يقترن بجرائم خطيرة أخرى.

### جهود إلغاء التجريم
في 21 فبراير/شباط 2017، قدم الناشط المثلي المولود في ترينيداد، جايسون جونز، دعوى قضائية أمام المحكمة العليا في ترينيداد وتوباغو سعياً إلى إلغاء وإبطال كل من المادة 13 والمادة 16. عُقدت جلسة استماع حول القضية في 30 يناير 2018. وقبل إصدار الحكم، حثت الجماعات الإنجيلية المحكمة العليا على الحفاظ على قانون السدومية، داعية زواج المثليين ب«السرطان» زاعمة أن«الرب سيضع غضبه على ترينيداد وتوباغو ماسيؤدي إلى مزيد من الكوارث الطبيعية والدمار». وقد زعموا أنه إذا لم يتم اعتبار الأشخاص من مجتمع المثليين جنسياً كمجرمين بعد الآن، فإن هذا من شأنه أن ينتهك معتقداتهم الدينية.
وقد أصدر القاضي ديفيندرا رامبرساد الحكم في 12 أبريل 2018. وألغى رامبرساد المادتين 13 و 16 من قانون الجرائم الجنسية وحكم بأن القانون ينتهك حقوق الإنسان في الخصوصية والتعبير. وأعلن أن هذين القسمين «غير دستورين، غير قانونين، لاغيان، باطلان، ولا تأثير لهما» وقارن التمييز ضد المثليين بالتمييز ضد السود أثناء فترة الفصل العنصري وضد اليهود أثناء الهولوكوست. هتف النشطاء المثليون فرحا خارج قاعة المحكمة عندما تم الإعلان عن القرار. في وقت لاحق من نفس اليوم، تعرض بعض أنصار مجتمع المثليين لهجوم جسدي وضرب من قبل المتظاهرين المعارضين لمجتمع المثليين.
ويمكن أن يشكل هذا الحكم سابقة قضائية للدول الكاريبية الأخرى، بما في ذلك، أنتيغوا وبربودا، وبربادوس، ودومينيكا، وغرينادا، وجامايكا، وسانت كيتس ونيفيس، وسانت لوسيا، وسانت فينسنت والغرينادين لإلغاء تجريم المثلية الجنسية. وقد احتفل النشطاء المثليون في هذه الدول أيضًا بالحكم.
وكان من المقرر صدور حكم نهائي بشأن كيفية التعامل مع القسمين 13 و 16 غير الدستوريين في يوليو/تموز، ولكن تم تأجيله فيما بعد إلى 20 سبتمبر. في ذلك الوقت، تقرر ما إذا كان يجب تعديلها لإزالة الأجزاء المتعلقة بالعلاقات بين البالغين المتراضين أو إذا كان يجب أن يتم إلغاءهم بالكامل. كما تم تحديد التكاليف أيضا.
في 20 سبتمبر، قام رامبرساد بتعديل القسمين وقدم مفهوم الموافقة الجنسية. ينص القسم 12 الآن: في هذا القسم تعني «السدومية» الجماع الجنسي دون موافقة في كل عام من قبل ذكر مع ذكر أو من قبل ذكر مع امرأة، وينص القسم 16 على ما يلي: يكون الشخص الذي يرتكب عملاً فاحشا ضد أو تجاه شخص آخر عرضة للإدانة بالسجن لمدة خمس سنوات... لا ينطبق على الفعل الفاحش الخطير الفعل الذي يرتكب بصورة كاصة بين (أ) الزوج وزوجته؛ (ب) الأشخاص الذين يبلغ عمر كل منهم ستة عشر عاماً أو أكثر، وكلاهما يوافق على ارتكاب الفعل... كما رفض رامبرساد منح الولاية مهلة مدتها 45 يوماً للاستئناف.
ومع ذلك، أعلنت الحكومة عزمها استئناف الحكم أمام المجلس الخاص للمملكة المتحدة، ومقره في لندن. قال النائب العام فارس الراوي: «إذا تركت هذه المسألة ببساطة على مستوى حكم المحكمة العليا، فيجوز لك أن تخاطر بخطر قاضي محكمة عليا آخر له وجهة نظر متناقضة. لذلك فإن دور الحكومة مهم في الاستئناف. بحيث يجب تسوية القانون». من المقرر أن يُنظر في طعن الدولة في النصف الثاني من عام 2019، مع إعطاء قاضي الاستئناف غريغوري سميث مكتب النائب العام حتى أيار/مايو لتقديم سجل الاستئناف في القضية. ومع ذلك، قد يستغرق المجلس الخاص للمملكة المتحدة من 3 إلى 4 سنوات لاتخاذ قرار.

## الاعتراف القانوني بالعلاقات المثلية
لا تعترف ترينيداد وتوباغو بزواج المثليين أو الاتحادات المدنية.
في يوليو 2018، وافق القاضي فرانك سيبرساد من المحكمة العليا في سان فرناندو على أمر بحل نزاع حول الملكية بين شريكين مثليين كانا في علاقة شخصية وعلاقة تجارية. مشيرا إلى أن المساواة أمام القانون في الممتلكات والميراث يجب أن لا تختلف بين الشركاء المثليين والشركاء المغايرين، لاحظ سيبرساد المعاملة غير المتكافئة بموجب القانون الحالي. طوّرت الأطراف في التقاضي أمام المحكمة ترتيبات رضائية لتسوية نزاعهم حول الملكية.
حذر سيبرساد من أنه لو لم يتم التوصل إلى اتفاق، فإن «المحكمة كان عليها أن تعتمد على قانون الملكية وتبني تطبيقات مبتكرة أو جذرية لضمان تطوير القانون العام لتحديد ما يحدث للملكية بعد حل اتحاد مثلي.»

## التبني وتنظيم الأسرة
لايمكن للشركاء المثليين بالتبني قانونيا في ترينيداد وتوباغو.
بينما لا يحظر أو ينظم القانون ذلك صراحة، مركز الخصوبة بربادوس، لديه عيادة في سانت أوغسطين، يقدم التلقيح الصناعي وتقنيات التلقيح بالمساعدة للشريكات المثليات من النساء وترتيبات تأجير الأرحام للشركاء المثليين من الذكور.

## حظر هجرة المثليين
بموجب الفقرة رقم 8 من قانون الهجرة
لا يسمح للرجال والنساء المثليين الذين ليسوا مواطنين الدخول إلى ترينيداد وتوباغو. ولكن، هذا القانون غير مطبق.
(1) باستثناء المنصوص عليه في الفقرة الفرعية (2)، فإن دخول ترينيداد وتوباغو للأشخاص المشار إليهم في هذا القسم الفرعي، باستثناء المواطنين والرعايا للفقرة 7 (2)، والمقيمين هو أمر محظور، أي-
* * * *
(ه) المثليون أو الأشخاص الذين يعيشون على أرباح... المثليون، أو الأشخاص الذين يشتبه بأنهم قادمون إلى ترينيداد وتوباغو لتلك أو لأية أغراض غير أخلاقية أخرى....

### التطبيق
لا يتم تطبيق قانون منع هجرة في ترينيداد وتوباغو. في عام 2007 كان هناك حملة معارضة لدخول المغني البريطاني المثلي إلتون جون للبلاد. وكانت الكنيسة الأنغليكانية المحلية المسؤولة عن الحملة، ولا سيما رئيس الشمامسة «فيليب إسحاق». رفض برلمان ترينيداد وتوباغو الدعوات المطالبة بمنع إلتون جون من الدخول، وجرى الحفل الموسيقي كما كان من المقرر في مايو 2007.

### جهود إلغاء الحظر
تم التقدم بطعن قانوني من قبل الناشط الحقوقي الجامايكي موريس توملينسون عام 2013 ضد حظر الهجرة في كل من ترينيداد وتوباغو وبليز. طلب توملينسون من بلده الأم جامايكا الإصرار على إزالة حظر السفر من هذه الدولتين بالاستناد على أحكام مجموعة الكاريبي التي تضمن حرية تنقل وحركة المواطنين في الدول الأعضاء بالمجموعة. رفضت جامايكا الطلب، وقدم توملينسون التماسا إلى محكمة العدل الكاريبية طالبا السماح له بالتقدم بالقضية معهم بشكل مباشر. في مايو من عام 2014، تم منح توملينسون السماح للطعن في قوانين الهجرة في كلا البلدين. وفي شهر أكتوبر من نفس العام انضمت مجموعة الكاريبي للقضية كطرف مهتم داعمة حجج توملينسون. في 18 مارس عام 2015 تم الاستماع للقضية. مع مزاعم بأن حظر الهجرة ينتقص من حقوق حرية التنقل لمواطني دول الكاريبي الواردة في معاهدة شاغواراماس. في 10 يونيو عام 2016 حكمت محكمة العدل الكاريبية بأن كلا من ترينيداد وتوباغو وبليز لم تنتهكا حرية التنقل، رافضة بذلك قضية توملينسون. أشار الحكم توضيحا أنه لا يمكن لدولة عضو في مجموعة الكاريبي أن تحظر دخول المثليين لأراضيها بسبب التزاماتها التعاهدية «على الرغم من قوانينها التي تحظر دخول المثليين».

## التصريحات السياسية العامة بخصوص حقوق المثليين
في كانون الأول/ديسمبر 2012، ردت رئيسة الوزراء كاملا بيرز -بيسار على خطاب احتجاج على قوانين المناهضة للمثلية الجنسية في البلاد بالقول:
فيما يتعلق بالمخاوف التي أثيرت في رسالتكم فيما يتعلق بجوانب قانون الجرائم الجنسية في ترينيداد وتوباغو وقانون الهجرة الذي قد يستهدف الأشخاص الذين يصفونهم بأنهم مثليون أو مثليات أو مزدوجو التوجه الجنسي أو متحولون جنسيا، أود أن أؤكد لكم أنه يتم إيلاء الاعتبار الواجب لهذه القضايا من قبل حكومتي. أنا لا أؤيد التمييز بأي شكل ضد أي فرد، بغض النظر عن هويتهم الجندرية أو توجههم الجنسي. أشارككم وجهة نظركم بأن وصم المثلية الجنسية في ترينيداد وتوباغو هو أمر يجب معالجته على أساس حقوق الإنسان والكرامة التي يستحقها كل فرد بموجب القانون الدولي. ومن هذا المنطلق، يسرني أن أبلغكم بأنني أوكلت لوزيرة الجندر والشباب وتنمية الطفل، عضوة مجلس الشيوخ، معالي مارلين كودري، لإعداد وتقديم سياسة للجندر وطنية إلى مجلس الوزراء خلال الأشهر المقبلة. ومن المتوقع أن تتبنى هذه السياسة، بمجرد اعتمادها، الطريق إلى الأمام بالنسبة إلى ترينيداد وتوباغو حيث تسعى حكومتي إلى وضع حد لجميع أشكال التمييز على أساس الجندر أو التوجه الجنسي.

في يونيو 2016، رد رئيس الوزراء كيث رولي على مسألة حماية المواطنين المثليين:
أود أن أوضح بجلاء أن كل مواطن من مواطني ترينيداد وتوباغو، بغض النظر عمن يكون هو أو هي، سيحظى بحماية الدستور المكتوب. على جميع وكالات الدولة واجب حماية كل مواطن من مواطني ترينيداد وتوباغو بغض النظر عن من ينام معهم.

## الرأي العام
وجد استطلاع أجرته جامعة فاندربيلت في عام 2010 أن 15.4% من السكان يدعمون زواج المثليين.
وجد مسح أجرته يونايدس في عام 2013 أن 78% من الناس في ترينيداد وتوباغو يعتقدون أن التمييز على أساس التوجه الجنسي غير مقبول، في حين اعتبر 56% أنفسهم إما يقبلون أو يتسامحون مع المثليين جنسيا.

## ظروف الحياة
تعتبر ترينيداد وتوباغو وجهة «آمنة نسبيا» للمسافرين من مجتمع المثليين.

## حراك حقوق المثليين في نرينيداد وتوباغو
هناك عدد قليل من منظمات الدفاع عن حقوق المثليين في ترينيداد وتوباغو. تأسست «منظمة التحالف من أجل إدراج التوجه الجنسي» في عام 2009 بسبب دراسة أجريت في وقت سابق من عام 2009 من قبل جامعة جزر الهند الغربية لصالح وزارة التنمية الاجتماعية التي خلصت إلى أن أربعة من كل خمسة من سكان ترينيداد وتوباغو يؤيد إنكار حقوق شخص ما أو المساواة له على أساس توجهه الجنسي. نسعى المنظمة لتشجيع المناقشة العامة حول القضايا الجنسية وتهدف إلى جعل التوجه الجنسي مشمولا في الحماية التشريعية من التمييز.
وتشمل منظمات الدفاع عن حقوق المثليين الأخرى «أنا واحد ترينيداد وتوباغو»، والتي تسعى إلى تلبية احتياجات الأقليات الجنسية والجندرية من خلال بناء المجتمع وتوفير أماكن آمنة، والتعليم، ومنصات معبرة للتمكين، «مؤسسة سيلفر لايننغ»، والتي تسعى إلى وضع حد للتنمر ضد الشباب المثليين، و«مشروع مؤسسة فريبرايد ترينيداد وتوباغو»، التي تدافع عن المساواة وحقوق الإنسان والرفاه تجاه المجتمع غير المغاير المهمش. يقوم تحالف ترينيداد وتوباغو للمتحولين جنسياً بالنشاط والحراك نيابة عن المتحولين جنسياً.
نظمت ترينيداد وتوباغو أول مسيرة فخر لها في 27 يوليو 2018 في متنزه نيلسون مانديلا في بورت أوف سبين. أعرب رئيس القساوسة الكاثوليك القس جاسون غوردون عن رأيه في المسيرة وقال: «ترينيداد وتوباغو دولة ديمقراطية، ولأفراد المجتمع الحق في الاحتجاج كلما يعتقدون أن حقوقهم لا يتم دعمها أو انتهاكها. يوجد لدى مجتمع المثليين العديد من المجالات التي يوجد فيها مصدر قلق مشروع ويجب أن تؤخذ على محمل الجد من قبل الدولة ومن قبل حكومة وشعب ترينيداد وتوباغو».

## ملخص
| قانونية النشاط الجنسي المثلي                                                                    | (منذ عام 2018)                                          |
| المساواة في السن القانوني للنشاط الجنسي                                                         | (منذ عام 2018)                                          |
| قوانين مكافحة التمييز في التوظيف                                                                | No                                                      |
| قوانين مكافحة التمييز في توفير السلع والخدمات                                                   | No                                                      |
| قوانين مكافحة التمييز في جميع المجالات الأخرى (تتضمن التمييز غير المباشر، خطاب الكراهية)        | No                                                      |
| قوانين مكافحة الامييز النتعلقة بالهوية الجندرية                                                 | No                                                      |
| زواج المثليين                                                                                   | No                                                      |
| الاعتراف القانوني بالعلاقات المثلية                                                             | No                                                      |
| تبني أحد الشريكين للطفل البيولوجي للشريك الآخر                                                  | No                                                      |
| التبني المشترك للأزواج المثليين                                                                 | No                                                      |
| السماح للمثليين والمثليات ومزدوجي التوجه الجنسي والمتحولين جنسيا بالخدمة علناً في القوات المسلحة | No                                                      |
| الحق بتغيير الجنس القانوني                                                                      | No                                                      |
| علاج التحويل محظور على القاصرين                                                                 | No                                                      |
| الحصول على أطفال أنابيب للمثليات                                                                | [ 41 ]                                                  |
| الأمومة التلقائية للطفل بعد الولادة                                                             | No                                                      |
| تأجير الأرحام التجاري للأزواج المثليين من الذكور                                                | / (بعض العيادات ترتيبات تأجير الأرحام للشركاء المثليين) |
| السماح للرجال الذين مارسوا الجنس الشرجي بالتبرع بالدم                                           | Yes                                                     |